# Sultanat de Berar
El sultanat de Berar fou un dels sultanats successors del bahmànides de Dècan el 1490. Va existir fins al 1572 quan fou conquerit pel sultanat d'Ahmednagar.
Sota el sultà bahmànida Shihab al-Din Mahmud Shah (1482-1518) els principals tarafaris (governadors provincials) es van independitzar. Imad al-Mulk, antic governador de Berar i que ara governava Gawil, es va fer independent el 1490 i aviat va annexionar el veí govern de Mahur al sud de l'anterior. Imad al-Mulk era un indi kanarès que havia estat fet presoner quan era un nen en una expedició bahmànida contra Vijayanagar i fou educat com a musulmà pel governador de Berar al que va acabar succeint. Va fundar la dinastia Imadxàhida. El va succeir el seu fill Ala al-Din que va agafar el títol de xa el 1590. Va tenir un llarg i agitat regnat i va morir el 1530, sent succeït pel seu fill Darya, amb un regnat molt més pacífic. A la seva mort el 1561 el va succeir el seu fill Burhan, de només tres anys, amb l'ambiciós wazir dakhni Tufal Khan com a regent.
El 1568 Tufal va deposar el seu pupil i va assolir el títol de xa. El sultanat fou envaït poc després (1572) per Murtaza Nizam Shah d'Ahmednagar amb la intenció d'alliberar Burhan Imad Shah. Tufal Khan i el seu fill Shams al-Mulk (que s'havien rendit a Gawilgarh) foren fets presoners i executats però la mateixa sort va córrer Burhan Imad Shah, i la dinastia fou suprimida, quedant el país annexionat a Ahmednagar. Un intent d'un pretendent de nom Firuz, que deia ser fill natural de Darya, va reclamar la successió i va reunir un exèrcit de partidaris força important i que tenia el suport de Muhammad Shah, sobirà farúquida de Khandesh Miran Muhammad Shah II, però fou derrotat per les forces dels nizamshàhides i el seu exèrcit dispersat.

## Llista de sultans (dinastia imadxàhida)
1. Fath Allah Imad al-Mulk 1471-1485 (governador, de facto xa però sense títol el 1485)
2. Ala al-Din Imad Xa 1485-1530 (xa des de 1490) (governador delegat vers 1482-1483)
3. Darya Imad Xa 1530-1561
4. Burhan Imad Xa 1561-1568
5. Tufal Khan Dakhni 1568-1572 (+1574)